# Михайлов, Александр Николаевич (актёр)
Алекса́ндр Никола́евич Миха́йлов (род. 16 мая 1961) — актёр театра и кино, певец, исполнитель совместно с супругой Еленой Михайловой духовных стихов и песнопений.

## Биография
Александр Михайлов родился 16 мая 1961 года. С двенадцати лет ходил в театральную студию, где занимался фехтованием, пластикой, участвовал в своих первых театральных постановках.
В 1983 году окончил Театральное училище им. Б. Щукина (курс Ю. В. Катина-Ярцева). По окончании училища вместе с женой, актрисой Еленой Михайловой, работал в Центральном детском театре.
В 1987 году супруги уходят из театра. В 1994 году начинают совместно выступать с сольными концертами. В 1997 году супруги окончили Православный Свято-Тихоновский гуманитарный университет, Александр получил степень бакалавра религиоведения.
По благословению Святейшего Патриарха Московского и всея Руси Алексия II супруги Михайловы выпустили несколько аудио-альбомов: «Слава Богу за всё!» (1995), «Пойте, детки, Господу» (1996), «Тихая моя Родина» (1998), «Душа грустит о небесах» (2003). Последний альбом они посвятили памяти своего духовного отца, протоиерея Феодора Соколова, погибшего в автомобильной катастрофе в 2000 году.
Супруги Михайловы стали Лауреатами I Московского Молодёжного фестиваля авторской духовной песни во имя св. Романа Сладкопевца «Исповедь сердца», были награждены медалями прп. Сергия Радонежского II степени и св. благоверного князя Даниила Московского.

## Творчество

### Роли в театре

#### Центральный детский театр
1. «Ромео и Джульетта»; режиссёр Анатолий Эфрос — Ромео
2. «Страдания юного В». — Эдди
3. «Алёша» — Алёша

#### Русский духовный театр «Глас»
1. «Матрёнин двор» по рассказу А. И. Солженицына; режиссёр Владимир Иванов — Игнатьич

#### Театр имени Е. Б. Вахтангова
1. 2008 — «Матрёнин двор» по рассказу А. И. Солженицына; режиссёр Владимир Иванов — Игнатьич[4][5][6]

### Фильмография
| Год       |   | Название                            | Роль                                               |
| --------- | - | ----------------------------------- | -------------------------------------------------- |
| 1981      | ф | Тропинины                           | Митя                                               |
| 1982      | ф | Звезда и смерть Хоакина Мурьеты     | молодой рейнджер, враг Хоакина                     |
| 1983      | ф | Июнь. Москва. Чертаново             | Василий Павлович Воскресенский                     |
| 1983      | ф | Ромео и Джульетта (фильм-спектакль) | Ромео                                              |
| 1984—1986 | с | Михайло Ломоносов: От недр своих    | Михайло Ломоносов в отрочестве                     |
| 1984      | ф | Формула любви                       | Алексей Алексеевич Федяшев, провинциальный помещик |

### Дискография
1. 1995 — «Слава Богу за всё!»
2. 1996 — «Пойте, детки, Господу»
3. 1998 — «Тихая моя Родина»
4. 2003 — «Душа грустит о небесах»

## Награды
- Лауреат Первого Московского молодёжного фестиваля авторской духовной песни во имя святого Романа Сладкопевца «Исповедь сердца»
- Лауреат детского праздника «Рождество в Москве» (2003)
- Медаль преподобного Сергия Радонежского II степени
- Орден святого благоверного князя Даниила Московского